# K.K. Partizan 2001-2002
Questa pagina raccoglie le informazioni riguardanti il Košarkaški klub Partizan nelle competizioni ufficiali della stagione 2001-2002.

## Roster
| N° | Naz.                          | Ruolo | Sportivo            |  | Alt. |  |
| -- | ----------------------------- | ----- | ------------------- |  | ---- |  |
|    | Jugoslavia (bandiera)         | C     | Jovo Stanojević     |  | 208  |  |
|    | Jugoslavia (bandiera)         | GA    | Vlado Šćepanović    |  | 198  |  |
|    | Jugoslavia (bandiera)         | P     | Miloš Vujanić       |  | 190  |  |
|    | Jugoslavia (bandiera)         | AG    | Nenad Čanak         |  | 204  |  |
|    | Jugoslavia (bandiera)         | C     | Nenad Krstić        |  | 213  |  |
|    | Jugoslavia (bandiera)         | GA    | Predrag Materić     |  | 197  |  |
|    | Jugoslavia (bandiera)         | GA    | Veselin Petrović    |  | 195  |  |
|    | Jugoslavia (bandiera)         | C     | Đuro Ostojić        |  | 211  |  |
|    | Jugoslavia (bandiera)         | P     | Vule Avdalović      |  | 194  |  |
|    | Jugoslavia (bandiera)         | C     | Aleksandar Glintić  |  | 208  |  |
|    | Jugoslavia (bandiera)         | AG    | Stevan Nađfeji      |  | 204  |  |
|    | Jugoslavia (bandiera)         | P     | Aleksandar Gajić    |  | 186  |  |
|    | Jugoslavia (bandiera)         | AP    | Srđan Živković      |  | 200  |  |
|    | Macedonia del Nord (bandiera) | C     | Predrag Samardžiski |  | 216  |  |
|    | Stati Uniti (bandiera)        | C     | Peter Cornell       |  | 211  |  |
|    | Jugoslavia (bandiera)         | All.  | Duško Vujošević     |  |      |  |